# Li Cuo-pcheng
Li Cuo-pcheng (čínsky pchin-jinem Lǐ Zuòpéng, znaky zjednodušené 李作鹏, tradiční 李作鵬; 24. dubna 1914 — 3. ledna 2009) byl čínský komunistický voják a politik, vrcholu vojenské a politické kariéry dosáhl koncem 60. let, kdy se jako spojenec Lin Piaa stal prvním politickým komisařem vojenského námořnictva (1967–1971), členem pracovní skupiny ústřední vojenské komise (1967–1971) a členem politbyra (1969–1971) ústředního výboru Komunistické strany Číny.
Od roku 1930 sloužil v čínské Rudé armádě, roku 1932 vstoupil do KS Číny, zúčastnil se Dlouhého pochodu, poté bojoval v čínsko-japonské válce a občanské válce, v jejímž závěru velel 43. sboru při vylodění na Chaj-nanu. Poté působil ve vojenském školství, vedl oddělení bojové přípravy generálního štábu, od roku 1962 sloužil ve velení námořnictva.
Po smrti Lin Piaa na útěku z Číny v září 1971 byl zatčen. Jako člen údajné kontrarevoluční skupiny Lin Piaa byl roku 1981 odsouzen k dlouholetému trestu vězení. Po propuštění roku 1982 žil v ústraní.

## Život
Li Cuo-pcheng se narodil 24. dubna 1914 v okrese Ťi-an v provincii Ťiang-si v rolnické rodině. V 16 letech vstoupil do čínské Rudé armády. Sloužil jako voják, později spojař. Roku 1932 vstoupil do Komunistické strany Číny a přešel do zpravodajské sekce. Účastnil se Dlouhého pochodu, na kterém velel praporu v 1. sboru (sboru velel Lin Piao). Od roku 1937 studoval na Protijaponské vojenské a politické univerzitě. 
Roku 1938 byl přeložen do štábu 115. divize 8. pochodové armády, velel průzkumnému oddílu velitelství divize. Pod velením Luo Žung-chuana s útvary 115. divize bojoval v Šan-tungu. V jedné z bitev v srpnu 1939 ho zasáhl japonský plynový útok a poškodil mu zrak. Luo Žung-chuan ho poslal pod falešnou identitou do Japonci okupovaného Pekingu na transplantaci rohovky, ale zákrok byl neúspěšný a oslepl na pravé oko. V letech 1941–1943 velel brigádě. V březnu 1943 se stal náčelníkem štábu vojenské oblasti Šan-tung. Na podzim 1945 se většina šantungských komunistických vojsk přesunula do Mandžuska, kde vytvořila Severovýchodní lidovou autonomní armádu (později opakovaně přejmenovanou, velel ji Lin Piao), Li Cuo-pcheng působil v jejím štábu, v němž pomáhal jeho náčelníkovi Liou Ja-louovi. Později byl jmenován zástupcem velitele 6. kolony armády, pak velitelem 16. divize. Od roku 1947 velel 6. koloně, s níž se účastnil podzimní ofenzívy v roce 1947, dobytí města Si-pching a bitvy o Ťin-čou.
V roce 1949 byla Severovýchodní lidová osvobozenecká armáda přejmenována na 4. polní armádu (i nadále ji velel Lin Piao) a 6. kolona reorganizována na 43. sbor 15. armády. Se 4. polní armádou se Li Cuo-pchengův sbor přesunul z Mandžuska do střední Číny, kde podílel na přechodu řeky Jang-c’-ťiang, bojích o Čchang-ša a dobytí Kuang-tungu. V listopadu 1949 vedl Li Cuo-pcheng 43. sbor na poloostrov Lej-čou, aby se připravil na vylodění na ostrově Chaj-nan. V dubnu 1950 se Li Cuo-pchengův 43. sbor a Chan Sien-čchuův  40. sbor překročily moře a vylodily se na Chaj-nanu a dobyly jej.
Po bitvě o Chaj-nan byl Cuo-pcheng povýšen na náčelníka štábu 15. armády a náčelníka štábu kuangtungské vojenské oblasti. Brzy se stal zástupcem náčelníka Vojenské akademie Středojižního vojenského okruhu a věnoval se vojenskému školství, v červnu 1951 se stal ředitelem Čtvrté vyšší pěchotní školy a v prosinci 1952 ředitelem První vyšší pěchotní školy. V roce 1955 byl vyslán na Nankingskou vojenskou akademii k dalšímu studiu, téhož roku při zavedení vojenských hodností mu byla udělena hodnost generálporučíka. Po ukončení studia byl v říjnu 1957 jmenován náčelníkem odboru bojové přípravy pozemních sil Hlavní správy bojové přípravy Čínské lidové osvobozenecké armády, po reorganizaci velení lidové osvobozenecké armády se stal náčelníkem oddělení bojové přípravy generálního štábu. 
V dubnu 1962 nastoupil k čínskému vojenskému námořnictvu jako zástupce velitele námořnictva pro jeho každodenní řízení. Roku 1966 se stal i druhým politickým komisařem námořnictva. Podporoval Lin Piaa (tehdy ministra obrany) ve sporech s generálem Luo Žuej-čchingem a maršálem Jie Ťien-jingem. V počátcích kulturní revoluce mu hrozily represe, ale díky záštitě Lin Piaa se jim vyhnul a naopak následně řídil čistky v námořnictvu. V červnu 1967 převzal úřad prvního politického komisaře námořnictva. V září 1967 se stal členem (tehdy pětičlenné) pracovní skupiny ústřední vojenské komise KS Číny, která řídila ozbrojené síly země. V září 1968 byl jmenován zástupcem náčelníka generálního štábu, přičemž zůstal politickým komisařem námořnictva. V dubnu 1969 byl na IX. sjezdu KS Číny zvolen členem ústředního výboru a i politbyra a byl potvrzen v ústřední vojenské komisi KS Číny a její pracovní skupině. V námořnictvu byl nejvlivnější osobností (jako první tajemník stranického výboru námořnictva, velitel námořnictva Siao Ťin-kuang byl druhým tajemníkem, druhý politický komisař námořnictva Wang Chung-kchun třetím tajemníkem). S generály Chuang Jung-šengem, Wu Fa-sienem, Čchiou Chuej-cuoem patřil k nejbližšímu vojenskému okolí Lin Piaa.
Po roztržce mezi Mao Ce-tungem a Lin Piaem na konferenci v Lu-šanu v roce 1970 ho Mao kritizoval a přiměl k sebekritice. V září 1971 Lin Piao a jeho nejbližší zahynuli při leteckém neštěstí při pokusu o útěk do Sovětského svazu. V následných čistkách velení ozbrojených sil byl Li Cuo-pcheng s dalšími spojenci Lin Piaa zatčen. O dva roky později byl oficiálně odvolán ze všech vojenských a stranických funkcí a vyloučen z KS Číny.
V listopadu 1980 začal v Pekingu proces s „kontrarevolučními skupinami Lin Piaa a Ťiang Čching“. Před soudem stanuli členové gangu čtyř, Čchen Po-ta a pět vysokých vojenských důstojníků - Chuang Jung-šeng, Wu Fa-sien, Li Cuo-pcheng, Čchiou Chuej-cuo a Ťiang Tcheng-ťiao. Všichni obžalovaní byli shledáni vinnými a odsouzeni k trestu smrti, doživotí nebo dlouholetému vězení. Li Cuo-pcheng dostal 17 let vězení (se započtením vazby trvající od roku 1971). Roku 1982 byl propuštěn kvůli špatnému zdraví a usadil se v Tchaj-jüanu, roku 1999 přesídlil s manželkou do Pekingu. Žil pod pseudonymem a snažil se neukazovat veřejnosti svou tvář, protože byl snadno rozpoznatelný podle známých tmavých brýlí. Cvičil se v kaligrafii a přemýšlel o námořní strategii. Napsal dvě knihy pamětí.
Li Cuo-pcheng byl ženatý s Tung Čchi-cchaj (zemřela roku 2005), měl dva syny a tři dcery. Zemřel v Pekingu 3. ledna 2009 v 95 letech.